# Usersnap
Usersnap é uma companhia Austríaca que desenvolve aplicações web, sediada em Linz. Esta companhia é mais conhecida pelo seu sistema visual de localização de erros e ferramenta de opiniões, que é usada por programadores web, por web designers, e por diretores de apoio ao cliente por todo o mundo. A Usersnap tem mais de 1,000 clientes espalhados por todo o globo, incluindo companhias como a Microsoft, Facebook, Hawaiian Airlines e a Runtastic.
Num artigo publicado pela Forbes e com a autoria de Alison Coleman, a Usersnap foi mencionada como uma das companhias startup com mais potencial.

## História
A Usersnap foi fundada em 2013 pelos dois irmãos Florian e Gregor Dorfbauer, e por Josef Trauner. A ideia surgiu quando os fundadores se encontravam a desenvolver aplicações web e se depararam com dificuldades na comunicação.
O produto emergiu da intenção de facilitar a comunicação com uma ferramenta visual com este propósito, tornando o desenvolvimento de aplicações web mais eficiente. Os três fundadores começaram a desenvolver o seu produto no início de 2012. Em 2013, a Usersnap conseguiu um investimento por parte da Speedinvest. Depois deste, seguiram-se mais quatro investimentos por parte de investidores-anjo, situados na Europa e nos EUA.

## Software de localização de erros
O widget de localização de erros da Usersnap pode ser adicionado a qualquer site. Este oferece a capacidade aos programadores web de melhorar o processo de perguntas e respostas para projetos web. O localizador de erros cria capturas de ecrã do conteúdo atual do browser e permite aos utilizadores anotar diretamente nos seus navegadores. O Localizador de Erros da Usersnap é uma ferramenta de comunicação visual que ajuda na transmissão de problemas e de opiniões, relativas a um projeto web, entre todas as partes envolvidas.

## Comunicação visual
A Usersnap permite aos seus utilizadores comunicar visualmente. A ideia por detrás deste conceito é a de que os nossos cérebros conseguem processar informação visual 80,000 vezes mais rápido do que escrita. A Usersnap pretende dar aos seus utilizadores a capacidade de mostrar problemas e trocar ideias, sem ter que as expressar verbalmente. A ferramenta de captura de ecrã é uma forma de evitar o preenchimento interminável de formulários, e de fornecer opiniões com o simples método de “apontar e clicar”.

## Clientes
A Usersnap serve mais de 1,000 clientes por todo o mundo, clientes estes em que se incluem companhias como a Microsoft, Facebook, Hawaiian Airlines e a Runtastic, bem como universidades – Universidade de Nova York, Universidade Columbia, Universidade Duke e Universidade do Texas. A Usersnap é também utilizada por organizações sem fins lucrativos, como por exemplo pela Agência Internacional de Energia Atómica e pela Biblioteca Nacional de Nova Zelândia.